# Playoffs NBA 1952
Los Playoffs de la NBA de 1952 fueron el torneo final de la temporada 1951-52 de la NBA. Concluyó con la victoria de Minneapolis Lakers, campeón de la Conferencia Oeste, sobre New York Knicks, campeón de la Conferencia Este por 4-3.
La primera gran dinastía de la NBA, los Lakers, ganaba en estos playoffs su tercer campeonato NBA/BAA en los últimos cuatro años y el que sería el primero de otros tres títulos consecutivos. Si no hubiesen sido eliminados en las finales de división ante Rochester Royals la anterior temporada, Minneapolis hubiese ganado seis títulos consecutivos.

## Tabla
|  | Semifinales de Conferencia | Semifinales de Conferencia | Semifinales de Conferencia |   |              | Finales de Conferencia | Finales de Conferencia | Finales de Conferencia |  |    | Finales de la NBA | Finales de la NBA | Finales de la NBA |
|  |                            |                            |                            |   |              |                        |                        |                        |  |    |                   |                   |                   |
|  | E1                         | Syracuse                   | 2                          |   |              |                        |                        |                        |  |    |                   |                   |                   |
|  | E4                         | Philadelphia               | 1                          |   |              |                        |                        |                        |  |    |                   |                   |                   |
|  | E4                         | Philadelphia               | 1                          |   | E1           | Syracuse               | 1                      |                        |  |    |                   |                   |                   |
|  | Conferencia Este           |                            |                            |   | E1           | Syracuse               | 1                      |                        |  |    |                   |                   |                   |
|  |                            | E3                         | New York                   | 3 |              |                        |                        |                        |  |    |                   |                   |                   |
|  | E3                         | E3                         | New York                   | 3 | New York     | 2                      |                        |                        |  |    |                   |                   |                   |
|  | E3                         |                            |                            |   | New York     | 2                      |                        |                        |  |    |                   |                   |                   |
|  | E2                         | Boston                     | 1                          |   |              |                        |                        |                        |  |    |                   |                   |                   |
|  | E2                         | Boston                     | 1                          |   |              |                        |                        |                        |  | E3 | New York          | 3                 |                   |
|  |                            |                            |                            |   |              |                        |                        |                        |  | E3 | New York          | 3                 |                   |
|  |                            | W2                         | Minneapolis                | 4 |              |                        |                        |                        |  |    |                   |                   |                   |
|  | W1                         | W2                         | Minneapolis                | 4 | Rochester    | 2                      |                        |                        |  |    |                   |                   |                   |
|  | W4                         | Fort Wayne                 | 0                          |   |              |                        |                        |                        |  |    |                   |                   |                   |
|  | W4                         | Fort Wayne                 | 0                          |   | W1           | Rochester              | 1                      |                        |  |    |                   |                   |                   |
|  | Conferencia Oeste          |                            |                            |   | W1           | Rochester              | 1                      |                        |  |    |                   |                   |                   |
|  |                            | W2                         | Minneapolis                | 3 |              |                        |                        |                        |  |    |                   |                   |                   |
|  | W3                         | W2                         | Minneapolis                | 3 | Indianapolis | 0                      |                        |                        |  |    |                   |                   |                   |
|  | W3                         |                            |                            |   | Indianapolis | 0                      |                        |                        |  |    |                   |                   |                   |
|  | W2                         | Minneapolis                | 2                          |   |              |                        |                        |                        |  |    |                   |                   |                   |

## Semifinales de División

### División Este

#### (1) Syracuse Nationals vs. (4) Philadelphia Warriors
| 20 de marzo                     | Philadelphia Warriors                                     | 83–102               | Syracuse Nationals                                                           |                                                     |  |  |
|                                 | Parciales: 19–25, 21–24, 22–28, 21–25                     |                      |                                                                              |                                                     |  |  |
|                                 | Estadísticas Paul Arizin 22 Paul Arizin 13 Andy Phillip 6 | Reporte Pts Reb Asts | Estadísticas Dolph Schayes 31 Dolph Schayes 18 Seymour, Osterkorn 4 cada uno | Pabellón: Onondaga War Memorial, Syracuse, New York |  |  |
| Syracuse lidera las series, 1–0 |                                                           |                      |                                                                              |                                                     |  |  |
|                                 |                                                           |                      |                                                                              |                                                     |  |  |

| 22 de marzo           | Syracuse Nationals                                                                           | 95–100               | Philadelphia Warriors                                     |                                                       |  |  |
|                       | Parciales: 22–30, 23–28, 21–18, 29–24                                                        |                      |                                                           |                                                       |  |  |
|                       | Estadísticas Osterkorn, Seymour 16 cada uno Schayes, Ratkovicz 12 cada uno Wally Osterkorn 7 | Reporte Pts Reb Asts | Estadísticas Paul Arizin 29 Paul Arizin 10 Andy Phillip 9 | Pabellón: Philadelphia Arena, Filadelfia, Pensilvania |  |  |
| Series empatadas, 1–1 |                                                                                              |                      |                                                           |                                                       |  |  |
|                       |                                                                                              |                      |                                                           |                                                       |  |  |

| 23 de marzo                   | Philadelphia Warriors                                     | 73–84                | Syracuse Nationals                                          |                                                     |  |  |
|                               | Parciales: 24–22, 20–20, 11–19, 18–23                     |                      |                                                             |                                                     |  |  |
|                               | Estadísticas Paul Arizin 26 Paul Arizin 15 Andy Phillip 7 | Reporte Pts Reb Asts | Estadísticas Red Rocha 20 Wally Osterkorn 12 Paul Seymour 4 | Pabellón: Onondaga War Memorial, Syracuse, New York |  |  |
| Syracuse gana las series, 2–1 |                                                           |                      |                                                             |                                                     |  |  |
|                               |                                                           |                      |                                                             |                                                     |  |  |

Ésta fue la tercera vez que se enfrentaban ambos equipos en playoffs, con los 76ers/Nationals ganando en las dos primeras ocasiones.
| 1950 | Philadelphia Warriors | 0–2 | Syracuse Nationals | Semifinales división 1950 |  |
|      |                       |     |                    |                           |  |
|      |                       |     |                    |                           |  |

| 1951 | Philadelphia Warriors | 0–2 | Syracuse Nationals | Semifinales división 1951 |  |
|      |                       |     |                    |                           |  |
|      |                       |     |                    |                           |  |

#### (2) Boston Celtics vs. (3) New York Knicks
| 19 de marzo                   | New York Knicks                              | 94–105           | Boston Celtics                           |                                                |  |  |
|                               | Parciales: 18–21, 21–32, 25–24, 30–28        |                  |                                          |                                                |  |  |
|                               | Estadísticas Max Zaslofsky 20 Dick McGuire 7 | Reporte Pts Asts | Estadísticas Bob Cousy 31 Bill Sharman 7 | Pabellón: Boston Garden, Boston, Massachusetts |  |  |
| Boston lidera las series, 1–0 |                                              |                  |                                          |                                                |  |  |
|                               |                                              |                  |                                          |                                                |  |  |

| 23 de marzo           | Boston Celtics                           | 97–101           | New York Knicks                               | |  |  |
|                       | Parciales: 25–22, 22–29, 25–26, 25–24    |                  |                                               | |  |  |
|                       | Estadísticas Ed Macauley 36 Bob Donham 9 | Reporte Pts Asts | Estadísticas Connie Simmons 22 Dick McGuire 7 | Pabellón: Madison Square Garden III, Manhattan, Nueva York Árbitros: Chuck Solodare, Jocko Collins |  |  |
| Series empatadas, 1–1 |                                          |                  |                                               | |  |  |
|                       |                                          |                  |                                               | |  |  |

| 26 de marzo                   | New York Knicks                                        | 88–87            | Boston Celtics                        |                                                                                        |  |  |
|                               | Parciales: 13–20, 26–21, 25–17, 15–21 (T.E.: 4–4, 5–4) |                  |                                       |                                                                                        |  |  |
|                               | Estadísticas Max Zaslofsky 21 Dick McGuire 9           | Reporte Pts Asts | Estadísticas Bob Cousy 34 Bob Cousy 8 | Pabellón: Boston Garden, Boston, Massachusetts Árbitros: Chuck Solodare, Jocko Collins |  |  |
| New York gana las series, 2–1 |                                                        |                  |                                       |                                                                                        |  |  |
|                               |                                                        |                  |                                       |                                                                                        |  |  |

Esta fue la segunda vez que se encontraban ambos equipos en playoffs, la primera acabó con victoria de los Knicks.
| \| 1951 \| Boston Celtics \| 0–2 \| New York Knicks \| Semifinales división 1951 \| \| \| \| \| \| \| \| \| \| \| \| \| \| \| \| |                |     |                 |                           |  |
| 1951 | Boston Celtics | 0–2 | New York Knicks | Semifinales división 1951 |  |
| |                |     |                 |                           |  |
| |                |     |                 |                           |  |

### División Oeste

#### (1) Rochester Royals vs. (4) Fort Wayne Pistons
| 18 de marzo                      | Fort Wayne Pistons                    | 78–95       | Rochester Royals             |                                                    |  |  |
|                                  | Parciales: 22–22, 14–17, 18–23, 24–33 |             |                              |                                                    |  |  |
|                                  | Estadísticas Larry Foust 17           | Reporte Pts | Estadísticas Bobby Wanzer 26 | Pabellón: Edgerton Park Arena, Rochester, New York |  |  |
| Rochester lidera las series, 1–0 |                                       |             |                              |                                                    |  |  |
|                                  |                                       |             |                              |                                                    |  |  |

| 20 de marzo                    | Rochester Royals                      | 92–86       | Fort Wayne Pistons          |                                                           |  |  |
|                                | Parciales: 30–17, 14–26, 23–15, 25–28 |             |                             |                                                           |  |  |
|                                | Estadísticas Bob Davies 29            | Reporte Pts | Estadísticas Jack Kerris 17 | Pabellón: North Side High School Gym, Fort Wayne, Indiana |  |  |
| Rochester gana las series, 2–0 |                                       |             |                             |                                                           |  |  |
|                                |                                       |             |                             |                                                           |  |  |

Éste fue el tercer enfrentamiento de ambos equipos en playoffs, con un balance de una clasificación para cada uno.
| 1950 | Fort Wayne Pistons | 2–0 | Rochester Royals | Semifinales división 1950 |  |
|      |                    |     |                  |                           |  |
|      |                    |     |                  |                           |  |

| 1951 | Fort Wayne Pistons | 1–2 | Rochester Royals | Semifinales división 1951 |  |
|      |                    |     |                  |                           |  |
|      |                    |     |                  |                           |  |

#### (2) Minneapolis Lakers vs. (3) Indianapolis Olympians
| 23 de marzo                        | Indianapolis Olympians                       | 70–78       | Minneapolis Lakers           |                                                                                           |  |  |
|                                    | Parciales: 18–19, 21–18, 14–18, 17–23        |             |                              |                                                                                           |  |  |
|                                    | Estadísticas Barnhorst, Graboski 17 cada uno | Reporte Pts | Estadísticas George Mikan 24 | Pabellón: Minneapolis Auditorium, Minneapolis, Minnesota Árbitros: Sid Borgia, Arnie Heft |  |  |
| Minneapolis lidera las series, 1–0 |                                              |             |                              |                                                                                           |  |  |
|                                    |                                              |             |                              |                                                                                           |  |  |

| 25 de marzo                      | Minneapolis Lakers                    | 94–87       | Indianapolis Olympians       |                                                    |  |  |
|                                  | Parciales: 23–24, 21–25, 25–21, 25–17 |             |                              |                                                    |  |  |
|                                  | Estadísticas George Mikan 36          | Reporte Pts | Estadísticas Joe Graboski 29 | Pabellón: Butler Fieldhouse, Indianápolis, Indiana |  |  |
| Minneapolis gana las series, 2–0 |                                       |             |                              |                                                    |  |  |
|                                  |                                       |             |                              |                                                    |  |  |

Esta fue la segunda vez que se enfrentaron en playoffs. Los Lakers ganaron la primera.
| \| 1951 \| Indianapolis Olympians \| 1–2 \| Minneapolis Lakers \| Semifinales de División 1951 \| \| \| \| \| \| \| \| \| \| \| \| \| \| \| \| |                        |     |                    |                              |  |
| 1951 | Indianapolis Olympians | 1–2 | Minneapolis Lakers | Semifinales de División 1951 |  |
| |                        |     |                    |                              |  |
| |                        |     |                    |                              |  |

## Finales de División

### División Este

#### (1) Syracuse Nationals vs. (3) New York Knicks
| 2 de abril                      | New York Knicks                       | 87–85       | Syracuse Nationals            |                                                     |  |  |
|                                 | Parciales: 13–23, 23–22, 28–13, 23–27 |             |                               |                                                     |  |  |
|                                 | Estadísticas Max Zaslofsky 26         | Reporte Pts | Estadísticas Dolph Schayes 25 | Pabellón: Onondaga War Memorial, Syracuse, New York |  |  |
| New York lidera las series, 1–0 |                                       |             |                               |                                                     |  |  |
|                                 |                                       |             |                               |                                                     |  |  |

| 3 de abril            | New York Knicks                       | 92–102      | Syracuse Nationals           |                                                                                       |  |  |
|                       | Parciales: 22–21, 27–27, 17–27, 26–27 |             |                              |                                                                                       |  |  |
|                       | Estadísticas Harry Gallatin 16        | Reporte Pts | Estadísticas Paul Seymour 21 | Pabellón: Onondaga War Memorial, Syracuse, New York Árbitros: Sid Borgia, Julie Meyer |  |  |
| Series empatadas, 1–1 |                                       |             |                              |                                                                                       |  |  |
|                       |                                       |             |                              |                                                                                       |  |  |

| 5 de abril                      | Syracuse Nationals                    | 92–99       | New York Knicks               |                                                                                            |  |  |
|                                 | Parciales: 19–24, 23–29, 22–14, 28–32 |             |                               |                                                                                            |  |  |
|                                 | Estadísticas Red Rocha 22             | Reporte Pts | Estadísticas Max Zaslofsky 20 | Pabellón: Madison Square Garden III, Manhattan, Nueva Yorl Árbitros: Julie Meyer, Phil Fox |  |  |
| New York lidera las series, 2–1 |                                       |             |                               |                                                                                            |  |  |
|                                 |                                       |             |                               |                                                                                            |  |  |

| 8 de abril                    | Syracuse Nationals                    | 93–100               | New York Knicks               |                                                          |  |  |
|                               | Parciales: 16–20, 22–20, 17–28, 38–32 |                      |                               |                                                          |  |  |
|                               | Estadísticas Dolph Schayes 22         | Boxscore Reporte Pts | Estadísticas Max Zaslofsky 20 | Pabellón: Madison Square Garden III, Manhattan, New York |  |  |
| New York gana las series, 3–1 |                                       |                      |                               |                                                          |  |  |
|                               |                                       |                      |                               |                                                          |  |  |

Esta fue la tercera vez que se encontraron ambos equipos en uns playoffs, con una vixctoria para cada uno.
| 1950 | New York Knicks | 1–2 | Syracuse Nationals | Semifinales 1950 + |  |
|      |                 |     |                    |                    |  |
|      |                 |     |                    |                    |  |

| 1951 | New York Knicks | 3–2 | Syracuse Nationals | 1951 Eastern Division Finals |  |
|      |                 |     |                    |                              |  |
|      |                 |     |                    |                              |  |

### División Oeste

#### (1) Rochester Royals vs. (2) Minneapolis Lakers
| 29 de marzo                 | Minneapolis Lakers                    | 78–88        | Rochester Royals           |                                                    |  |  |
|                             | Parciales: 25–28, 17–19, 23–23, 13–18 |              |                            |                                                    |  |  |
|                             | Estadísticas George Mikan 47          | Boxscore Pts | Estadísticas Bob Davies 26 | Pabellón: Edgerton Park Arena, Rochester, New York |  |  |
| Rochester leads series, 1–0 |                                       |              |                            |                                                    |  |  |
|                             |                                       |              |                            |                                                    |  |  |

| 30 de marzo           | Minneapolis Lakers                                 | 83–78        | Rochester Royals            |                                                    |  |  |
|                       | Parciales: 27–17, 15–17, 17–20, 14–19 (T.E.: 10–5) |              |                             |                                                    |  |  |
|                       | Estadísticas Vern Mikkelsen 19                     | Boxscore Pts | Estadísticas Arnie Risen 24 | Pabellón: Edgerton Park Arena, Rochester, New York |  |  |
| Series empatadas, 1–1 |                                                    |              |                             |                                                    |  |  |
|                       |                                                    |              |                             |                                                    |  |  |

| 5 de abril                         | Rochester Royals                      | 67–77       | Minneapolis Lakers          |                                                          |  |  |
|                                    | Parciales: 14–14, 15–22, 19–18, 19–23 |             |                             |                                                          |  |  |
|                                    | Estadísticas Arnie Johnson 16         | Reporte Pts | Estadísticas Jim Pollard 22 | Pabellón: Minneapolis Auditorium, Minneapolis, Minnesota |  |  |
| Minneapolis lidera las series, 2–1 |                                       |             |                             |                                                          |  |  |
|                                    |                                       |             |                             |                                                          |  |  |

| 6 de abril                       | Rochester Royals                      | 80–82       | Minneapolis Lakers                   |                                                                                           |  |  |
|                                  | Parciales: 20–20, 26–23, 19–22, 15–17 |             |                                      |                                                                                           |  |  |
|                                  | Estadísticas Bob Davies 21            | Reporte Pts | Estadísticas Saul, Mikkelsen 18 each | Pabellón: Minneapolis Auditorium, Minneapolis, Minnesota Árbitros: Sid Borgia, Stan Stutz |  |  |
| Minneapolis gana las series, 3–1 |                                       |             |                                      |                                                                                           |  |  |
|                                  |                                       |             |                                      |                                                                                           |  |  |

Esta fue la tercera vez que se enfrentaron ambos equipos.
| 1949 | Minneapolis Lakers | 2–0 | Rochester Royals | 1949 Western Division Finals |  |
|      |                    |     |                  |                              |  |
|      |                    |     |                  |                              |  |

| 1951 | Minneapolis Lakers | 1–3 | Rochester Royals | 1951 Western Division Finals |  |
|      |                    |     |                  |                              |  |
|      |                    |     |                  |                              |  |

## Finales de la NBA: (O2) Minneapolis Lakers vs. (E3) New York Knicks
| 12 de abril                        | New York Knicks                                                     | 79–83                | Minneapolis Lakers                                                | |  |  |
|                                    | Parciales: 18–21, 14–19, 27–20, 12–11 (T.E.: 8–12)                  |                      |                                                                   | |  |  |
|                                    | Estadísticas Simmons, McGuire 15 each Nat Clifton 12 Dick McGuire 5 | Reporte Pts Reb Asts | Estadísticas Jim Pollard 34 George Mikan 16 Pollard, Mikan 4 each | Pabellón: St. Paul Auditorium, Saint Paul, Minnesota Asistencia: 8722 espectadores Árbitros: Sid Borgia, Stan Stutz |  |  |
| Minneapolis lidera las series, 1–0 |                                                                     |                      |                                                                   | |  |  |
|                                    |                                                                     |                      |                                                                   | |  |  |

| 13 de abril           | New York Knicks                                                 | 80–72                | Minneapolis Lakers                                           |                                                                                       |  |  |
|                       | Parciales: 11–17, 30–14, 20–20, 19–21                           |                      |                                                              |                                                                                       |  |  |
|                       | Estadísticas Harry Gallatin 18 Harry Gallatin 11 Dick McGuire 5 | Reporte Pts Reb Asts | Estadísticas George Mikan 18 George Mikan 21 Slater Martin 4 | Pabellón: St. Paul Auditorium, Saint Paul, Minnesota Árbitros: Sid Borgia, Stan Stutz |  |  |
| Series empatadas, 1–1 |                                                                 |                      |                                                              |                                                                                       |  |  |
|                       |                                                                 |                      |                                                              |                                                                                       |  |  |

| 16 de abril                        | Minneapolis Lakers                                      | 82–77                | New York Knicks                                              |                                                                                     |  |  |
|                                    | Parciales: 19–20, 22–26, 19–16, 22–15                   |                      |                                                              |                                                                                     |  |  |
|                                    | Estadísticas George Mikan 26 George Mikan 17 Pep Saul 8 | Reporte Pts Reb Asts | Estadísticas Max Zaslofsky 17 Nat Clifton 10 Dick McGuire 10 | Pabellón: 69th Regiment Armory, Manhattan, Nueva York Asistencia: 4500 espectadores |  |  |
| Minneapolis lidera las series, 2–1 |                                                         |                      |                                                              |                                                                                     |  |  |
|                                    |                                                         |                      |                                                              |                                                                                     |  |  |

| 18 de abril           | Minneapolis Lakers                                       | 89–90                | New York Knicks                                              | |  |  |
|                       | Parciales: 21–23, 21–18, 20–16, 15–20 (T.E.: 12–13)      |                      |                                                              | |  |  |
|                       | Estadísticas Slater Martin 32 George Mikan 17 Pep Saul 5 | Reporte Pts Reb Asts | Estadísticas Connie Simmons 30 Nat Clifton 12 Dick McGuire 6 | Pabellón: 69th Regiment Armory, Manhattan, Nueva York Asistencia: 5200 espectadores Árbitros: Sid Borgia, Stan Stutz |  |  |
| Series empatadas, 2–2 |                                                          |                      |                                                              | |  |  |
|                       |                                                          |                      |                                                              | |  |  |

| 20 de abril                        | New York Knicks                                                         | 89–102               | Minneapolis Lakers                                               | |  |  |
|                                    | Parciales: 26–33, 22–16, 17–28, 24–25                                   |                      |                                                                  | |  |  |
|                                    | Estadísticas Nat Clifton 17 Clifton, Gallatin 8 each six players 1 each | Reporte Pts Reb Asts | Estadísticas Mikkelsen, Mikan 32 each George Mikan 17 Pep Saul 5 | Pabellón: St. Paul Auditorium, Saint Paul, Minnesota Asistencia: 7244 espectadores Árbitros: Sid Borgia, Stan Stutz |  |  |
| Minneapolis lidera las series, 3–2 |                                                                         |                      |                                                                  | |  |  |
|                                    |                                                                         |                      |                                                                  | |  |  |

| 23 de abril           | Minneapolis Lakers                                           | 68–76                | New York Knicks                                                    |                                                                                     |  |  |
|                       | Parciales: 20–24, 13–11, 19–17, 16–24                        |                      |                                                                    |                                                                                     |  |  |
|                       | Estadísticas George Mikan 28 George Mikan 15 Slater Martin 9 | Reporte Pts Reb Asts | Estadísticas Max Zaslofsky 23 Harry Gallatin 13 Ernie Vandeweghe 7 | Pabellón: 69th Regiment Armory, Manhattan, Nueva York Asistencia: 3000 espectadores |  |  |
| Series empatadas, 3–3 |                                                              |                      |                                                                    |                                                                                     |  |  |
|                       |                                                              |                      |                                                                    |                                                                                     |  |  |

| 25 de abril                      | New York Knicks                                            | 65–82                | Minneapolis Lakers                                           | |  |  |
|                                  | Parciales: 12–18, 17–18, 8–13, 28–33                       |                      |                                                              | |  |  |
|                                  | Estadísticas Max Zaslofsky 21 Nat Clifton 10 Nat Clifton 3 | Reporte Pts Reb Asts | Estadísticas George Mikan 22 George Mikan 19 Slater Martin 6 | Pabellón: Minneapolis Auditorium, Minneapolis, Minnesota Asistencia: 8612 espectadores Árbitros: Sid Borgia, Stan Stutz |  |  |
| Minneapolis gana las Finales 4–3 |                                                            |                      |                                                              | |  |  |
|                                  |                                                            |                      |                                                              | |  |  |

Éste fue el primer enfrentamiento en playoffs entre ambos equipos.